# TRAPPIST-1e
TRAPPIST-1eは地球から見てみずがめ座の方向に39.4光年離れた位置にある赤色矮星TRAPPIST-1のハビタブルゾーンの内側付近を公転している岩石質の太陽系外惑星である。

## 発見
ベルギーのリエージュ大学の天文物理地質研究所のマイケル・ギロンを始めとする天文学者チームはチリのアタカマ砂漠のラ・シヤ天文台にあるTRAPPIST望遠鏡 (Transiting Planets and Planetesimals Small Telescope)を用いて恒星TRAPPIST-1を観測し、周回する惑星を探した。トランジット法を用いることにより発見した。
2016年9月19日から9月20日にかけて、スピッツァー宇宙望遠鏡がTRAPPIST-1を観測した際に発見された。発見時には、すでにTRAPPIST-1系には、TRAPPIST-1b、TRAPPIST-1c、TRAPPIST-1dの3つの惑星の存在が知られていたが、この時のTRAPPIST-1dの公転周期などの軌道要素が確定されていなかった。しかし、次の観測で、dの確定しなかった軌道要素がTRAPPIST-1d、TRAPPIST-1e、TRAPPIST-1f、TRAPPIST-1gの4つの惑星によるものだった事が判明した。

## 特徴
| 地球 | TRAPPIST-1e |
| ---- | ----------- |
| 地球 | Exoplanet   |

TRAPPIST-1eは地球の0.918倍の半径を持つ地球型惑星である。質量は2月の発表では、地球の0.62倍と推測されていたが、4月の発表では0.24倍となっている。また、半径と予想される密度から、重力は地球の0.74倍になると推定されている。主星のTRAPPIST-1からは約0.02817au(約421万km)しか離れておらず、これは太陽系で最も太陽に近い惑星水星までの距離(0.387au)の約13分の1しかない。しかし、主星のTRAPPIST-1が「超低温矮星」と呼ばれる、恒星の中でも最小級の分類に属されるため、主星から受ける熱やエネルギーはそれほど大きくないであろう。公転周期は約6日で、e:d=3:2、e:f=2:3という軌道共鳴の関係が見られる。
TRAPPIST-1eはTRAPPIST-1のハビタブルゾーン内に位置している可能性があるとされ、表面温度は251K(-22℃)で、地球より低いことになり、水が氷に凍ってしまう温度になるが、これは温室効果を全く考慮に入れない場合の値である。温室効果を考慮しない有効温度では地球も255K(-18℃)と表面に液体の水は存在できない温度となるが、実際の平均温度は288K(15℃)である。ゆえにTRAPPIST-1eも、地球の様な温室効果、もしくはアルベドの値による大気中の雲の量によっては表面に液体の水が存在する可能性がある。また自転と公転の同期が発生しているとすると、惑星の片面は常に恒星にさらされるため、氷が解けて海を形成しているかもしれない。この条件が整っている場合、生命が誕生している可能性も考えられる。しかし、自転と公転が同期していれば、惑星全体で昼側から夜側への強風が吹き、地球とは環境が大きく異っている可能性もある。地球にどれだけ組成が似ているかを示すESIの値は0.86である。

## 画像

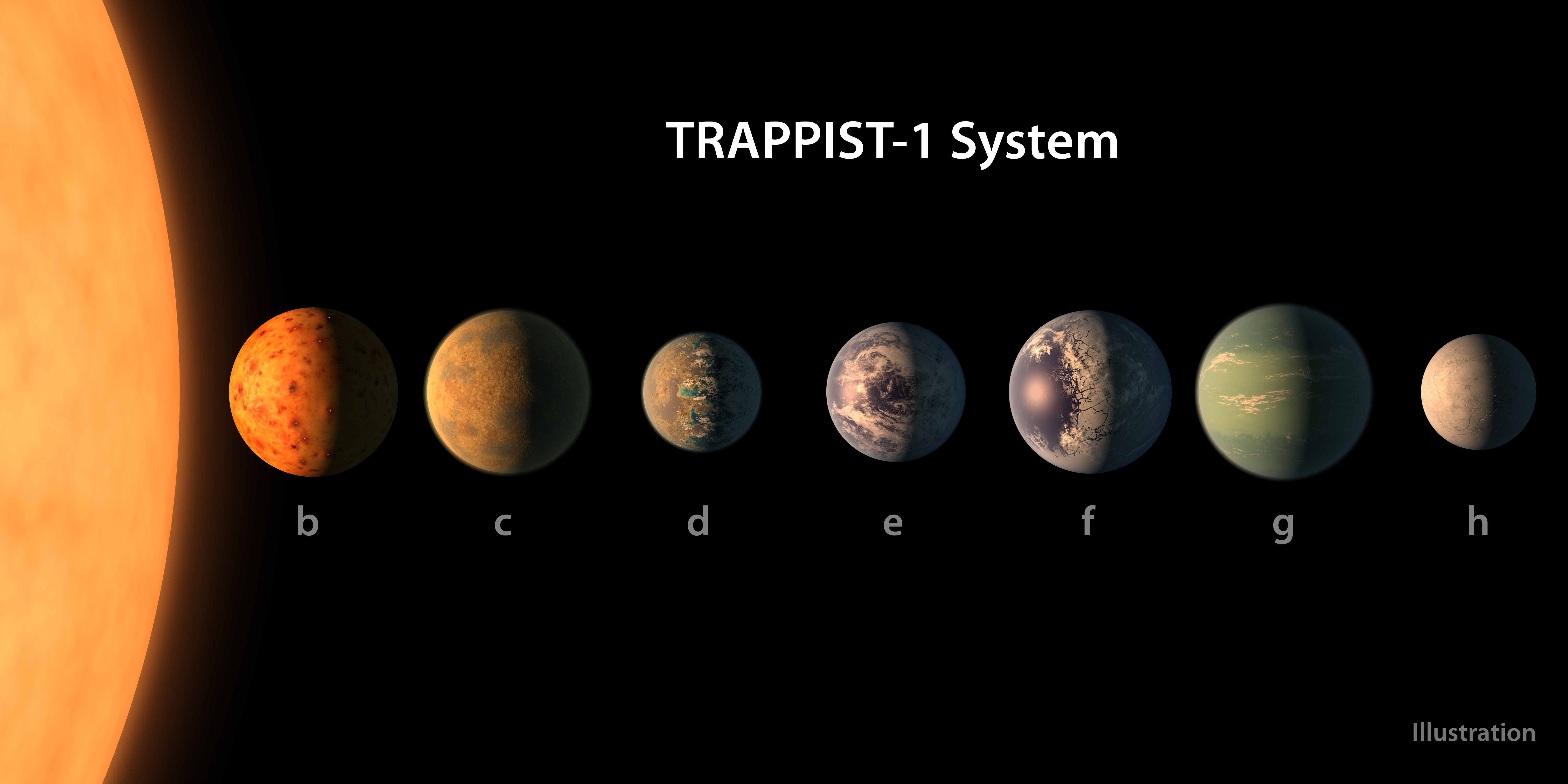
TRAPPIST-1系の7つの惑星の想像図
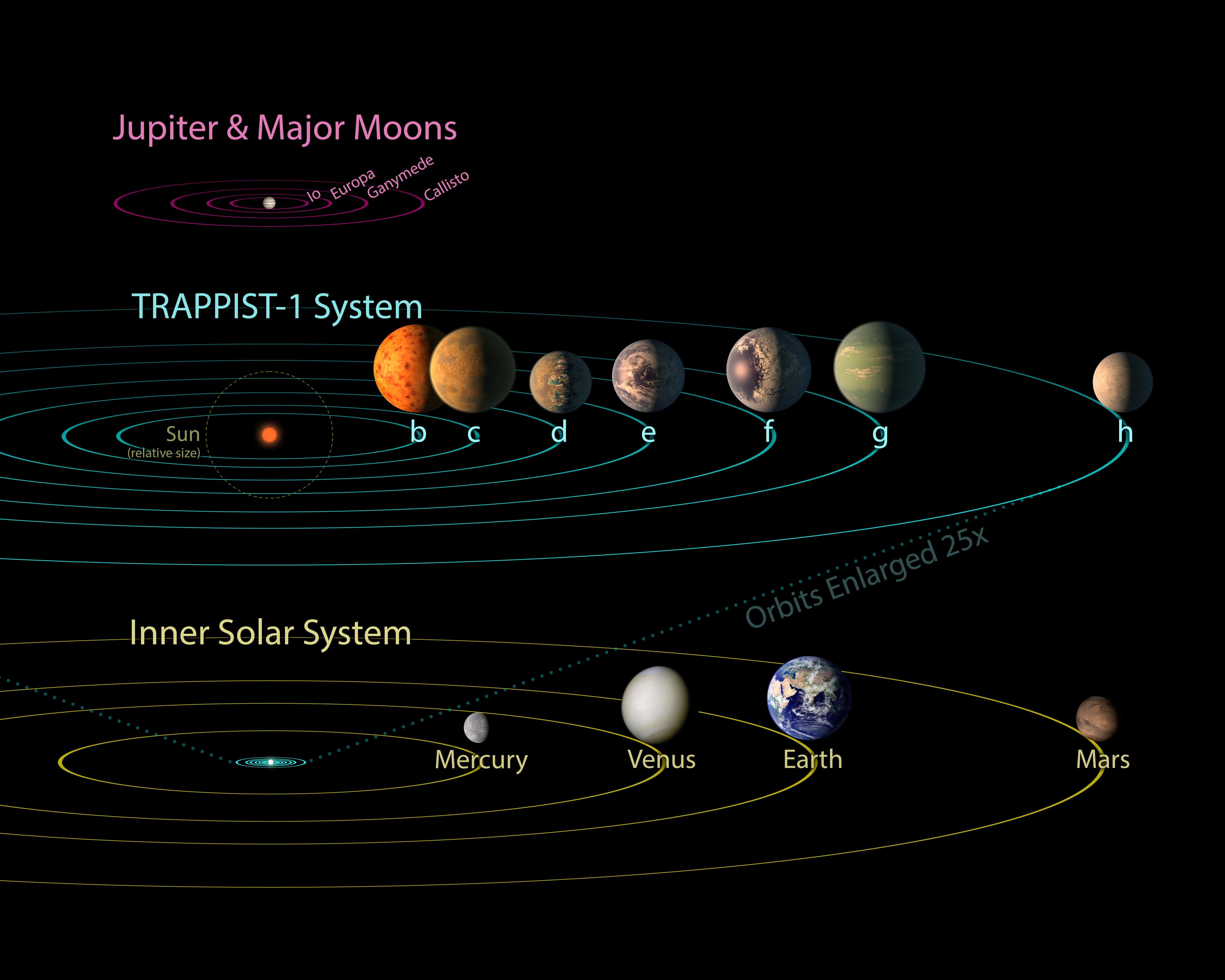
TRAPPIST-1系の惑星の軌道と、太陽系の岩石惑星の軌道、木星のガリレオ衛星の軌道を比較した図
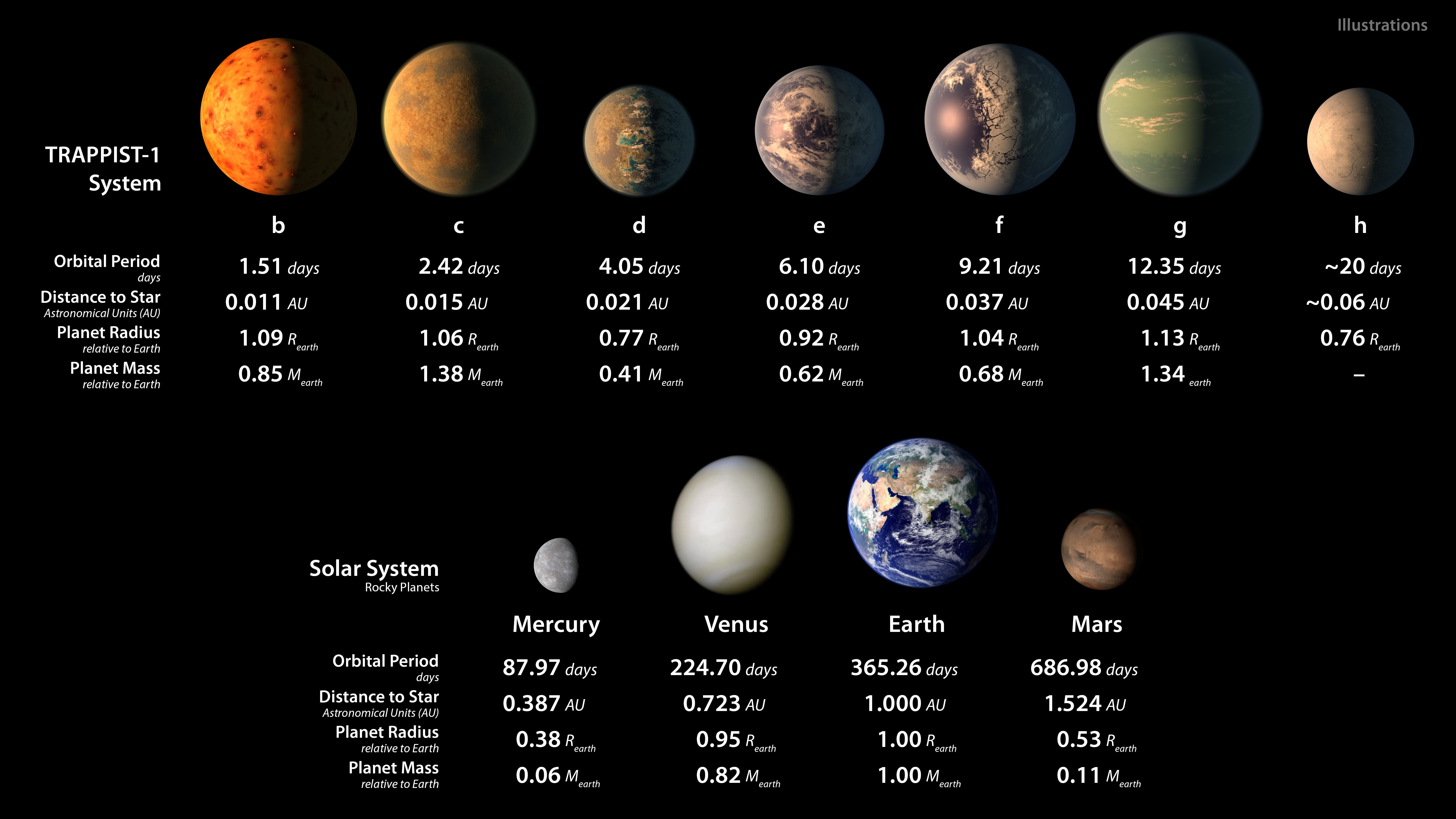
TRAPPIST-1系の惑星と太陽系の岩石惑星を比較した図